# Nyala Rinpoché
Nyala Rinpoché Rigdzin Changchub Dorje, né le 24 août 1863 à Nyarong (Tibet) et mort le 19 février 1963,, est un enseignant du Dzogchen. C'est un tertön et médecin utilisant la médecine tibétaine traditionnelle. 
Les enseignants principaux de Nyala Rinpoché sont Adzom Drukpa, Nyala Pema Dündul, le disciple de ce dernier Nyala Terton Rangrig Dorje et le maître bön Shardza Rinpoché (Shardza Tashi Gyaltsen (en)).
Nyala Rinpoché a dirigé une petite communauté de pratiquants du Dzogchen à Nyalagar à Dergué, dans l'est du Tibet. 
Un de ses étudiants est Chögyal Namkhai Norbu Rinpoché qu'il rencontre en 1955.
Nyala Rinpoché aurait réalisé le corps d'arc-en-ciel,.